# Ariano Monti
Ariano Monti (Ravenna, 15 aprile 1922 – ...) è stato un calciatore italiano, di ruolo attaccante.

## Caratteristiche tecniche
Giocava come ala sinistra.

## Carriera
Ha iniziato la carriera nel Ravenna, con cui nella stagione 1940-1941 ha segnato un gol in 16 presenze nel campionato di Serie C. Dopo un'ulteriore stagione in Serie C al Ravenna, nella quale ha segnato 7 gol in 28 presenze, è passato al Venezia, con cui nella stagione 1942-1943 ha giocato una partita in Serie A. Nel 1943 è tornato a Ravenna, giocando 6 partite nel campionato di Divisione Nazionale con la formazione giallorossa, con cui ha continuato a giocare anche dopo la fine della Seconda guerra mondiale, nuovamente nel campionato di Serie C; a stagione in corso è però passato all'Andrea Doria, con cui ha giocato una partita in Divisione Nazionale. Nel 1946 è tornato nuovamente al Ravenna, con cui ha giocato due campionati consecutivi di Serie C nei quali ha segnato in totale 2 reti in 26 presenze, per un totale in carriera di 85 presenze e 15 reti con la maglia della squadra romagnola.